# Forge de Sturzelbronn
La forge se situe dans la commune française de Sturzelbronn, dans le département de la Moselle.

## Histoire
Disposant de 12 000 arpents de bois en « dépérissement général faute de pouvoir consommer les bois » et 3 000 arpents de terre, étangs et marais, la découverte de mines sur le ban incite l'abbaye de Sturzelbronn à demander le 15 février 1764 l'érection de forges au niveau de l'étang du Graffenweiher, à la confluence du Mühlenbach et du Zinselbach. Elle obtient la permission de faire construire fourneaux, forges, martinets, fonderie et autres usines et bâtiments nécessaires, d'essarter cent arpents de bois, de convertir en prairie les étangs et marais. Il leur est également permis de « tirer pierres, sables et terres glaises pour les constructions », ainsi que d'user de 15 000 arpents de bois, à prendre en cinquante coupes annuelles, sauf les pins et chênes réservés pour la Hollande, à raison de huit sols la corde. L'abbaye dispose en outre d'une avance de 8 000 livres pour développer ses usines et des mêmes privilèges que les maîtres des forges.
Mais ces forges doivent faire face à l'opposition de Jean de Dietrich, propriétaire de la forge du Jægerthal, devenue « absolument dépendante de cette abbaye de Sturzelbronn par rapport aux eaux qui sont l'un des objets les plus importants pour ces sortes d'usines ». De Dietrich obtient par arrêt du 26 mars 1765 que les forges ne soient pas autorisées à utiliser le minerai d'Alsace, plus proche et moins cher. Cette décision semble condamner l'abbaye qui, par contrat devant notaire à Paris, le 7 juin 1766, subroge ses droits à de Dietrich, permettant ainsi la démolition des forges de Sturzelbronn et la reconstruction de ces usines à Reichshoffen. La communauté accuse plutôt l'abbaye d'avoir fait semblant de vouloir installer une forge pour ensuite la revendre et s'assurer une rente confortable.